# Ulica Josipine Turnograjske, Ljubljana
Ulica Josipine Turnograjske je ena izmed ulic v Ljubljani; poimenovana je po prvi slovenski pesnici, pisateljici in skladateljici Josipini Urbančič Turnograjski.

## Zgodovina
Leta 1934 je mestni svet poimenoval novo ulico med Erjavčevo in Nunsko kot Turnograjsko ulico.
Leta 1937 je bila cesta preimenovana v trenutni naziv: Ulica Josipine Turnograjske.

## Urbanizem
Ulica poteka od križišča s Šubičevo ulico in do križišča s Erjavčevo cesto.
Na ulico se povezuje Plečnikov trg.